# Huta Bara
Huta Bara is een bestuurslaag in het regentschap Padang Lawas van de provincie Noord-Sumatra, Indonesië. Huta Bara telt 56 inwoners (volkstelling 2010).